# Крайсгауптманшафт Стрий
Крайсгауптманшафт Стрий, Стрийська округа, Стрийське окружне староство (нім. Kreishauptmannschaft Stryj) — адміністративно-територіальна одиниця дистрикту Галичина Генеральної губернії з центром у Стрию. Існувала під час нацистської окупації України в 1941—1944 роках.

## Історія
На підставі указів Гітлера від 17 і 22 липня та розпорядження Г. Франка від 1 серпня 1941 року Східна Галичина офіційно стала п'ятим дистриктом Генеральної Губернії. Зі Стрийського, Жидачівського та південної частини Бібрківського (місто Ходорів, гміни Броздовичі, Бортники, Нові Стрілиська, Соколівка і Ходорів) повітів, імовірно, 11 серпня 1941 року було утворено Стрийське окружне староство (нім. Kreishauptmannschaft und Gemeindeverband Stryj «окружне староство і об'єднання гмін Стрий»). Ця одиниця набула остаточного оформлення після реорганізації окружних староств дистрикту 15 вересня 1941. Очолював її окружний староста — крайсгауптман.
1 липня 1943 створено Ходорівський та Сколівський повітові комісаріати (нім. Landkommissariate Chodorów, Skole). 1 серпня 1943 через ліквідацію Калуського окружного староства Долинський повіт увійшов у Стрийське окружне староство.
Усі важливі пости на рівні округи, особливо в судах і поліції, належали німцям. Другорядні посади займали фольксдойчі та українці — фахівці у відповідній галузі. Українці також мали право бути війтом або бургомістром.
У Стрию в 1941—1942 роках виходив часопис «Стрийські вісті», де редактором був Микола Приймак.
Станом на 1 січня 1944 Стрийське окружне староство складалося з 35 адміністративно-територіальних одиниць: шістьох міст (Болехів, Долина, Жидачів, Сколе, Стрий і Ходорів) та 29 волостей (Болехів, Бортники, Братківці, Велдіж, Великі Дідушичі, Верхнє Синьовидне, Витвиця, Грабовець, Дашава, Жидачів, Журавно, Ляховичі Зарічні, Креховичі, Лавочне, Любинці, Миколаїв, Моршин, Нове Село, Орява, Перегінське, Підгородці, Подністряни, Розділ, Рожнятів,  Спас, Тростянець, Тухля, Угерсько).
5 серпня 1944 року в адміністративний центр округи вступили радянські війська.